# Línea 390 (Buenos Aires)
La Línea 390 de es una línea de colectivos que circula en Estación Morón - Villa Udaondo - Estación William Morris - Estación Ejército de los Andes - Estación Rubén Darío - Hospital Posadas - Liniers. Es operada por la Empresa del Oeste S.A.T (EDO).
- Datos: Q5986311
- Multimedia: Línea 390, Buenos Aires / Q5986311